# Hey Jude
Vous lisez un « article de qualité » labellisé en 2009.
Pour les articles homonymes, voir Hey Jude (homonymie) et Jude.
Singles de The Beatles
Lady Madonna/The Inner Light
(1968) Get Back/Don't Let Me Down
(1969)
Pistes de 1967-1970 (Disque 1)
Lady Madonna
(B5)  Revolution
(B7) 
Pistes de Past Masters 2
The Inner Light
(6)  Revolution
(8) 
Hey Jude est une chanson des Beatles parue en single le 26 août 1968 aux États-Unis et quatre jours plus tard au Royaume-Uni, avec Revolution de John Lennon en face B. C’est le premier disque des Beatles publié sous leur propre label, Apple Records. Composée par le seul Paul McCartney — mais créditée Lennon/McCartney, comme pour toutes les chansons du groupe composées par l’un ou l’autre —, Hey Jude était destinée à soutenir Julian Lennon, le fils de John, lors du divorce de ses parents.
Musicalement, Hey Jude se distingue, après quatre couplets, par une longue coda de près de quatre minutes (« na, na, na, nananana, nananana, hey Jude »), ce qui donne à ce titre une durée supérieure à sept minutes ; cette longueur inhabituelle obligea d’ailleurs les techniciens des studios EMI à compresser certaines parties de la chanson, pour pouvoir la faire tenir en entier sur un 45 tours.
À l’époque de sa sortie, Hey Jude est la plus longue chanson à atteindre la première place du hit-parade britannique, où elle s’installe durant deux semaines, et en passe seize en tout dans les classements. Elle reste également neuf semaines en tête du hit-parade américain, la plus longue durée pour un single du groupe sur ce territoire. Hey Jude demeure le plus gros succès mondial des Beatles en 45 tours, numéro un dans onze pays, notamment en Australie, au Canada, en Autriche, en Suisse, en Norvège et en France.

## Genèse
Au printemps 1968, John Lennon et son épouse Cynthia se séparent, puisque le fondateur des Beatles a trouvé son âme sœur en la personne de l’artiste d’avant-garde japonaise Yoko Ono, et le chante sur tous les tons. Paul McCartney décide de réconforter Cynthia et Julian, le fils qu’elle a eu en 1963 avec John. Il se rend à leur domicile de Kenwood, à Weybridge (Surrey), et c’est sur la route qu’il commence à élaborer la chanson. « Nous étions très amis depuis des millions d’années, et j’ai pensé que c’était un peu brutal pour eux, de devenir subitement des personæ non gratæ et de sortir de ma vie par la force des choses », raconte McCartney. Cynthia Lennon se souvient : « J’ai été vraiment surprise quand un après-midi, Paul est arrivé chez nous, tout seul. J’ai été très touchée qu’il se préoccupe ainsi de notre bien-être. Après nous avoir rendu visite, il a composé Hey Jude dans la voiture. Je n’oublierai jamais ce geste de Paul. »
La chanson s’appelle dans un premier temps Hey Jules, puisqu’elle est destinée à réconforter Julian Lennon au moment où ses parents divorcent. « Je suis parti de cette idée, Hey Jules, et ça disait « Julian, ne le prends pas mal, prends une chanson triste et rends-la meilleure. Hé, essaye de t’arranger avec cette terrible histoire. » Je savais que ce ne serait pas facile pour lui. Je me suis toujours senti désolé pour les enfants, lorsque leurs parents divorcent. J’ai donc eu cette idée au moment où je suis allé les voir. Puis j’ai changé en Jude car je trouvais que ça sonnait un peu mieux. » McCartney aimait le nom Jud, que portait un personnage du film Oklahoma ! joué par Rod Steiger. D'autre part, le publiciste des Beatles, Derek Taylor, aurait affirmé que la journaliste Judith Simons, surnommée Jude, amie du groupe, aurait aussi eu un rôle dans le choix du nom.
Julian Lennon n’ignore pas qu’il est le sujet de cette chanson, mais il doit attendre 1987 pour que Paul McCartney finisse par tout lui expliquer dans les détails, lors d’une rencontre fortuite à New York. Il se souvient qu’il était plus proche de Paul McCartney que de son propre père : « On était souvent ensemble, Paul et moi. Nous étions vraiment très amis, et il me semble qu’il y a beaucoup plus de photos de cette époque où on nous voit jouer tous les deux, que de photos de moi avec mon papa. »
En 1996, Julian Lennon a acquis aux enchères les notes de session d’enregistrement de la chanson, qu’il considère comme un « héritage familial », pour une somme de 25 000 livres sterling. En 2002, c'est le manuscrit de la chanson qui est mis aux enchères chez Christie's à Londres, estimé à 116 000 $US. Cependant, McCartney a fait bloquer l’enchère, prétendant que la feuille avait disparu de son domicile. Son avocat estimait qu’elle avait été volée lors d’un des nombreux cambriolages de la maison du musicien, ou par un de ses collaborateurs. Le manuscrit avait été envoyé à Christie’s par un fan du groupe, qui disait l’avoir trouvé dans un marché aux puces en 1971.

## Enregistrement

### Déroulement
En plein milieu des séances de l’« Album blanc », les Beatles enregistrent 25 prises de Hey Jude aux studios EMI en deux nuits, les 29 et 30 juillet 1968,. Il s’agit en fait de répétitions, puisque le groupe a décidé de mettre le titre en boîte aux studios Trident, afin de profiter de leur magnétophone à huit pistes, les studios EMI étant limités à quatre pistes.
La piste rythmique finale de la chanson est enregistrée le 31 juillet aux studios Trident. Paul McCartney est au piano, John Lennon à la guitare acoustique, George Harrison à l’électrique et Ringo Starr à la batterie. C’est la première des quatre prises captées ce jour-là qui est sélectionnée pour y ajouter les overdubs le lendemain, 1er août, dans la matinée. Paul ajoute alors ses parties de basse et de chant, John, George et Ringo se chargent des chœurs. C’est ensuite un orchestre de 36 musiciens destiné à jouer l’arrangement écrit par leur producteur George Martin pour la longue coda du morceau qui est enregistré : dix violons, trois altos, trois violoncelles, deux flûtes, un contrebasson, un basson, deux clarinettes, une clarinette basse, quatre trompettes, quatre trombones, deux cors d’harmonie, des percussions et deux contrebasses. Les Beatles demandent aux musiciens de taper dans leurs mains et de chanter la coda (« na, na, na, nananana, nananana, hey Jude ») avec eux. La plupart acceptent, pour le double de leurs honoraires, mais l’un d’entre eux refuse en déclarant : « Je ne vais pas taper dans mes mains et chanter cette saloperie de chanson de McCartney ! » (« Paul McCartney’s bloody song »).
Le fait que la batterie ne fasse son entrée que sur le premier pont (« And anytime you feel the pain... »), après deux couplets, est dû à un heureux hasard, qui, finalement, donne son aspect définitif au morceau. Lorsque les Beatles s’attaquent à l’enregistrement de la prise qui finira sur le disque, Ringo Starr n’est pas derrière son instrument : il s’est rendu aux toilettes sans que ses camarades s’en aperçoivent. Paul McCartney est au piano. Il raconte : « Ringo était parti aux toilettes et je n’avais rien remarqué. Elles n’étaient qu’à quelques mètres de sa batterie, mais il était passé dans mon dos et je le croyais toujours installé derrière. Nous démarrons ce qui va devenir la prise définitive. Hey Jude déroule pendant un long moment sans la batterie, et pendant qu’on enregistre, je sens soudainement Ringo passer sur la pointe des pieds dans mon dos et se précipiter sur son siège. Et juste au moment où il se met en action... boom boom boom ! Le timing est absolument impeccable ! ».
Un autre « incident » se produit durant l’enregistrement. Au moment où Paul McCartney chante « let her under your skin » (à 2:56), on peut entendre « Oh! » suivi de « fucking hell! » par-dessus les chœurs et le chant de McCartney. Selon les sources, ce juron prononcé durant un overdub est soit lâché par John Lennon, soit par Paul McCartney. Toujours est-il que l’ingénieur du son Ken Scott ne s’en rend pas compte jusqu’à ce que Lennon le lui fasse remarquer. Il commente : « J’imagine que c’était un de ces trucs qui se produisaient — c’était une erreur, ils l’ont écoutée et ont pensé « ça ne fait rien, c’est très bien comme ça ». »
L’enregistrement de la chanson voit aussi Paul McCartney s’énerver contre George Harrison, qui a décidé de répondre avec sa guitare à chacun des « Hey Jude » qu’il chante, ce que l’auteur de la chanson lui demande fermement de ne pas faire : « Je devais oser dire à George — un des plus grands — de ne pas jouer. C’était comme une insulte, mais c’est comme ça qu’on fonctionnait souvent ». Dans son livre autobiographique coécrit avec son vieil ami Barry Miles, Many Years From Now, Paul McCartney raconte : « On a plaisanté là-dessus pendant qu’on réalisait la série Anthology. J’ai dit à George : « Je réalise que je me suis vraiment comporté comme un petit chefaillon (« a bossy git ») » et il m’a répondu : « Oh non, Paul, tu n’as jamais rien fait dans ce genre ! ». Bon, j’ai certes eu un comportement autoritaire, mais ça venait du fait que j’étais tendu comme un arc ». Ron Richards, qui travailla avec George Martin chez Parlophone, était présent lors de l’enregistrement de Hey Jude. Il précise ainsi que « McCartney a totalement ignoré les sentiments de quiconque étant présent dans le studio. Il était en fait déterminé à réaliser le meilleur disque possible, quel qu’en soit le coût ».

### Postproduction
L’ingénieur du son Geoff Emerick qui a, quelques semaines avant l’enregistrement de Hey Jude, démissionné de son poste d’ingénieur du son des Beatles, les laissant littéralement en plan, ne supportant plus les tensions ambiantes durant la réalisation de l’« Album blanc », est appelé à la rescousse quand le groupe revient à Abbey Road avec la bande enregistrée aux studios Trident. Jouée dans la salle de contrôle du studio No 2 en vue de préparer la gravure sur vinyle, elle « sonne comme de la merde », selon l’ingénieur Ken Scott et le producteur George Martin. « À l’évidence, il y avait eu un problème d’ordre technique aux studios Trident. Le seul espoir de sauver ce mix était d’appliquer une « equalization » d’aigus massive. Je me suis installé à la console, et nous avons réussi à la faire sonner correctement, même si la piste n’a pas cette présence coup de poing qui caractérise beaucoup d’enregistrements des Beatles réalisés à Abbey Road », raconte Geoff Emerick, qui, à la suite de ce coup de main salvateur, retourne à ses affaires et ne revient auprès du groupe que pour la réalisation de l’album Abbey Road, un an plus tard.
Lors de la gravure, la longueur de Hey Jude a posé problème quant à la capacité maximale d’un 45 tours, qui n’excédait guère les quatre ou cinq minutes. La seule solution pour la dépasser était d’accepter beaucoup de pertes en volume. Ainsi, pour éviter que les auditeurs aient à monter le son, les ingénieurs d’EMI ont simplement compressé les passages qui n’avaient pas à être écoutés fort. Finalement, ils sont parvenus à placer les sept minutes dans les sillons.

### Interprètes
- Paul McCartney : chant, piano, basse
- John Lennon : guitare acoustique, chœurs
- George Harrison : guitare solo, chœurs
- Ringo Starr : batterie, tambourin, chœurs
- Orchestre de 36 musiciens : cordes, cuivres et percussions

## Description musicale
La chanson débute avec Paul McCartney qui attaque le premier couplet seul au chant et au piano sur la progression d’accords majeurs suivante : fa, do, do7, fa, fa 7, sib, fa, do7, fa.
Pour le second couplet, une guitare acoustique et un tambourin font leur entrée, puis les chœurs accompagnent la phrase « the minute you let her under your skin, then you begin to make it better ». À ce point, le piano « retourne » la progression d’accords pour retomber sur le fa du départ et enchaîner sur le premier pont, à partir d’un si bémol, au moment où McCartney chante « and any time you feel the pain... » et où la batterie et la basse démarrent. Pour cette partie, qui se poursuit par « Hey Jude, refrain, don’t carry the world upon your shoulders », l’enchaînement d’accords est le suivant : si bémol, sol mineur septième, do septième, fa septième. L’auteur Tim Riley note : « Alors que Ringo effectue son entrée sur les toms et la cymbale, le piano se décale pour ajouter une septième mineure à l’accord tonique, afin d’arriver sur la première mesure du pont ».
À la fin de chaque pont, Paul McCartney chante en montée « nananana, nananana » sur des accords de fa et de do, répétant ensuite au piano la fin de la même phrase, qui lance le couplet suivant. Au milieu du troisième couplet, les chœurs anticipent les mots « so let it out and let it in », qui constitueront l’introduction du dernier pont, tandis que John Lennon harmonise une première fois la voix de son partenaire (« remember  to let her into your heart »).
Le quatrième couplet est chanté intégralement à deux voix, celle de Lennon se baladant autour de celle de McCartney, plus bas, puis s’élevant plus aigu lorsqu’il chante « then you can start to make it better ». Passées les trois minutes et cette première partie de la chanson, constituée de « deux couplets – un pont – un couplet – un pont – un couplet » (AABABA), la transition sur la longue coda prend la forme du mot « better » répété six fois en montée et achevé par un puissant « yeah! ». La coda est jouée sur trois accords : fa, mi bémol, si bémol et fa, car le morceau est en Si bémol majeur. Tandis que le « na na na nananana » est en fait un accord de fa majeur (fa, la, do, sol/fa/sol/fa) décomposé par les chœurs, et que l’orchestre appuie sur chaque note tonique. Alors que la coda progresse, Paul McCartney chante, hurle, rugit « Jude, Jude, Jude, yeaaahh! », « Make it, Jude! », etc., puis le morceau s’achève en « fade out », c’est-à-dire par une baisse graduelle du son.

## Analyse des paroles
Les paroles de la chanson donnent des mots de réconfort à « Jude » (Julian Lennon) — « Hey Jude, ne le prends pas mal », « Hey Jude, n’aie pas peur » —, et lui proposent une façon de se sentir mieux, de surmonter le divorce de ses parents, John et Cynthia Lennon (ceux-ci n’étant pas explicités dans les paroles).
Cependant, certains éléments suggèrent à John Lennon que le texte a une tout autre signification. En effet, il a toujours vu cette chanson comme lui étant destinée à lui, et non à son fils : « Je l’ai toujours écoutée comme une chanson pour moi. Si on y réfléchit un peu, Yoko venait de débarquer dans le décor, et Paul dit « Hey Jude — Hey John ». Je sais que je me comporte comme ces fans qui lisent des messages cachés entre les lignes, mais on peut vraiment l’entendre comme une chanson qui m’est adressée. Les mots « go on and get her » par exemple. Inconsciemment, Paul disait « va de l’avant, laisse-moi tomber », mais consciemment, il ne voulait pas que je m’en aille ».
Un vers de l’avant-dernier couplet semble ne rien signifier : « le mouvement dont tu as besoin est sur ton épaule » (« the movement you need is on your shoulder »). À ce sujet, Paul McCartney raconte une anecdote remontant à la fin juillet 1968, lorsqu’il joue pour la première fois sa chanson à John et Yoko Ono : « J’arrive à cette ligne et je leur dis : « c’est temporaire, je vais changer ça, c’est ridicule, ça n’a pas de sens, j’ai l’impression de chanter que j’ai un perroquet sur l’épaule ! » Mais John proteste : « non, non, garde cette phrase, c’est probablement le meilleur vers de la chanson, ne le change pas, je sais ce qu’il veut dire ». Chaque fois que je joue la chanson sur scène, je repense avec émotion à cet épisode »,.

## Clip promotionnel
Les Beatles engagent le réalisateur Michael Lindsay-Hogg pour filmer le clip promotionnel de Hey Jude. Ce dernier avait déjà dirigé ceux de Paperback Writer et de Rain, tournés dans les jardins de la Chiswick House au printemps 1966. Les Beatles et Lindsay-Hogg se mettent d’accord sur l’idée de filmer le groupe live devant un public restreint. Le lieu choisi est celui où les Beatles ont déjà tourné des scènes de A Hard Day's Night et Help! et où ils vont répéter devant les caméras pour le projet Get Back (débouchant sur l’album et le film Let It Be) début janvier 1969 : les studios de cinéma de Twickenham.
Le film promotionnel doit passer dans le programme télévisé de David Frost, célèbre animateur et satiriste britannique. Son émission The Frost Report révèle d’ailleurs au même moment les futurs Monty Python. C’est Paul McCartney qui organise le plateau et dispose les musiciens. Leur ami Tony Bromwell se souvient des instructions du compositeur : « Le piano ici, la batterie là, l’orchestre sur deux rangées au fond... ».
Comme ils l’ont souvent fait dans leurs clips, les Beatles chantent en direct par-dessus des pistes de voix déjà enregistrées, tandis que l’instrumentation est en playback. On voit ainsi George Harrison tenir la basse, pendant que défile la bande où c’est Paul McCartney qui en joue.
Pendant la première partie de la chanson, le clip alterne des gros plans sur le visage de McCartney au piano, lorsqu’il chante les couplets, les plans s’élargissant au moment où les chœurs de Lennon et Harrison interviennent. Une fois les quatre couplets passés, l’assistance se lève, se mêle au groupe et tout le monde chante en chœur le « na na nananana nananana hey Jude » pendant quatre minutes.
Le clip est diffusé le 8 septembre 1968 dans le programme de David Frost, qui introduit les Beatles comme « le plus grand groupe de salon de thé du monde » (« the greatest tea-room orchestra in the world »). Il est ensuite diffusé aux États-Unis dans l’émission The Smothers Brothers Comedy Hour le 6 octobre 1968. Une partie de cette performance filmée est aperçue dans la série The Beatles Anthology et deux versions du clip sont maintenant disponible sur la compilation 1+. Des photos prises sur le plateau de tournage sont incluses sur l'affiche de l'« Album blanc ».

## Publication

Avec Hey Jude, les Beatles inaugurent leur propre label, Apple Records.

Hey Jude est publiée le 26 août 1968 aux États-Unis et quatre jours plus tard au Royaume-Uni, avec en face B le Revolution de John Lennon, titre spécialement ré-enregistré dans une version rock avec guitares saturées. C’est la première publication du groupe sur son propre label, Apple. Pour l'occasion, un boîtier promotionel intitulé Our First Four (Nos premiers quatre) est envoyé aux stations de radio. Outre ce single, il inclut aussi les 45 tours Those Were the Days de Mary Hopkin produit par Paul McCartney, Sour Milk Sea (en) de Jackie Lomax, chanson écrite et produite par George Harrison et Thingumybob du Black Dyke Mills Band, cette fois écrite et produite par McCartney.
Dans les bureaux d'EMI, on a préalablement douté de la possibilité de publier un single d’une durée de plus de 7 minutes y compris le producteur George Martin qui affirme qu’ils ne peuvent pas faire un simple aussi long. Pas du tout de cet avis, les Beatles lui demandent de s’expliquer, mais le seul argument qu’il est en mesure d’opposer est que les disc-jockeys ne la passeront jamais. John Lennon lui répond : « Si c'est nous, ils le feront ! » « Bien entendu, il avait entièrement raison », concède George Martin. Paul McCartney fait un essai, une nuit, dans un club appelé le Vesuvio, où il se rend avec un pressage-test (une « acétate ») sous le bras. La soirée est organisée par les Rolling Stones pour le lancement de Beggars Banquet. Paul demande au DJ qui officie là de passer les deux faces du single sans l'aval de Mick Jagger. Celui-ci se montre vexé de voir que la foule pressée dans le club réagit plus à l'écoute de ce futur tube des Beatles que de son album. Il s'en remet plus tard et Jagger conforte l’auteur : « C'est comme deux chansons, mec. Il y a la chanson, et puis tout le truc na na na à la fin. Yeah ! ».

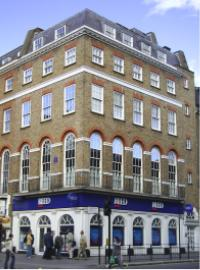
L’immeuble de l’ancienne boutique Apple.

Décidé à assurer la promotion du disque, Paul va, à quelques jours de sa publication, gratter Hey Jude sur les vitrines blanches de la boutique d’Apple — récemment vidée, définitivement fermée pour cause de pertes abyssales — de Baker Street, en plein centre de Londres. Ce geste lui vaut des menaces téléphoniques, Jude ayant été pris pour « Juden » (« juif » en allemand), inscription qui rappelait les nazis et la Nuit de Cristal.
Bien que cette chanson ait été enregistrée durant les séances de l’« Album blanc », elle a toujours été conçue comme un single, et pas comme une piste de cet album. John Lennon aurait préféré que ce soit Revolution qui figure sur la face A, mais les autres Beatles ainsi que George Martin n’étaient pas du même avis, jugeant le potentiel commercial de Hey Jude bien plus important. Dans une interview de 1970 au magazine Rolling Stone, Lennon dit pourtant que Hey Jude « méritait une face A » et dix ans plus tard, en 1980, il évoque à nouveau son désaccord quant au traitement réservé à sa chanson, mais il maintient toujours que Hey Jude « est un des chefs-d’œuvre » de Paul.
La longueur du titre pose quand même problème aux États-Unis, où les stations de radio refusent a priori, par tradition, de jouer un titre dépassant les classiques « 3 minutes et demie ». Capitol Records presse donc une version raccourcie, spécifiquement à destination des radios. Une publication sur PocketDisc (en), un flexi disc 4 pouces joué à 33 ⅓, contenait aussi une version éditée à 3 minutes 25 secondes,.
De nombreuses compilations ont par la suite inclus Hey Jude. En 1970, à l'initiative du nouveau manager Allen Klein, Capitol Records, (mais sous l'étiquette Apple) publie en Amérique du Nord et ailleurs une compilation dénommée Hey Jude, où ce tube côtoie d’autres chansons n’ayant jamais figuré sur leurs albums américains. Pour l'occasion, un mixage stéréo des deux faces du single est effectué et Hey Jude passe à une durée de 7:06 dû a un fondu en fermeture précoce. Cet album tardera à être édité en Angleterre. En 1973, la chanson de McCartney est évidemment présente sur le double « album bleu » The Beatles 1967-1970. Elle est aussi incluse dans les versions anglaise et américaine de la compilation 20 Greatest Hits parues en 1982, mais sur cette dernière, par manque d'espace, on retranche deux minutes de la coda. En 1988, comme toutes les faces A et B de leurs singles, elle prend place sur les Past Masters et remasterisée en 2009. En 1996, une des 25 prises de « répétition », enregistrée le 29 juillet 1968 aux studios EMI d’Abbey Road, est disponible sur Anthology 3. En 2000, comme tous les autres no 1 du groupe, elle figure sur la compilation 1. Enfin, Hey Jude est réédité sur le disque Love en 2006, où il est donné à la fin d’entendre une nouvelle ligne de basse, à l'époque coupée du morceau. Cette version est toutefois amputée des deux derniers couplets avant la coda et d’une partie de celle-ci, et dure ainsi environ trois minutes de moins. Finalement, la prise 1 est gravée sur un des disques bonus de l'édition de luxe du cinquantenaire de l'« Album blanc » en 2018.
Durant la suite de la carrière de Paul McCartney, Hey Jude a toujours été interprétée sur scène, aussi bien avec Wings que dans les années 2000 et 2010 avec son nouveau groupe, et elle constitue généralement un des temps forts de ses concerts,, où il sollicite la participation du public, l'invitant à chanter la coda avec lui. La chanson est ainsi présente sur ses albums live Tripping the Live Fantastic en 1990, Back in the U.S. en 2002, et Back in the World en 2003.

## Réception

### Succès commercial
Hey Jude atteint la première place des charts britanniques le 11 septembre 1968, et y reste deux semaines, puis est délogée par une autre production d’Apple, Those Were the Days de Mary Hopkin,,. Cette même semaine, le magazine britannique New Musical Express indique que deux millions d’exemplaires ont déjà été vendus. En tout, Hey Jude reste 16 semaines dans le top 50,. Hey Jude est ainsi le 7e single le plus vendu des Beatles dans leur pays, le plus vendu étant She Loves You.
Aux États-Unis, Hey Jude entre dans le hit-parade le 14 septembre 1968 où elle se maintient 19 semaines, dont 9 à la première place. La chanson détient ainsi deux records : celui du titre des Beatles ayant tenu le plus longtemps à cette place, et celui de la plus longue chanson ayant atteint le sommet des ventes. Le single est certifié disque d’or par la RIAA dès le 13 septembre 1968. Compte tenu de la pratique américaine de compter les ventes et diffusions des faces A et B séparément, il arrive un point où le Record World classe Hey Jude (face A) à la première place et Revolution (face B) à la deuxième,. Hey Jude est no 1 du Billboard Hot 100 pour l’année 1968.
Dans le reste du monde, le succès est similaire : Hey Jude est en tête dans 11 pays différents, dont l'Australie, le Canada, l'Autriche, la Suisse et la Norvège. En France, la chanson est no 1 durant quatre semaines,, et sur l'ensemble de l'année 1968, elle se classe à la 2e place derrière Rain and Tears des Aphrodite's Child. Le single est vendu à 400 000 exemplaires sur le territoire français.
Le 30 novembre 1968, le New Musical Express révèle que les ventes atteignent les 6 millions d’exemplaires à travers le monde. Hey Jude est ainsi la plus grosse vente de l’histoire pour les débuts d’un label, Apple Records en l’occurrence.
Le 17 février 1999, Hey Jude est certifiée « 4 fois platine » par la RIAA, ce qui signifie que 4 millions de disques ont été vendus sur le sol américain. Il s'agit d'une période particulièrement faste pour les Beatles, puisque leur album de l'époque, The Beatles, est certifié « 19 fois platine », ce qui selon les critères de la RIAA correspond à 19 millions d'exemplaires vendus.
Ces résultats font donc de Hey Jude le plus gros succès mondial en 45 tours des Beatles avec 8 millions de copies vendues.

### Accueil critique
Au moment de la sortie du single, le Time note qu’avec Hey Jude : « le fade out (fin en fondu) devient un gimmick pour terminer les enregistrements pop » et relève également « la face B du nouveau single des Beatles prône une nouvelle forme d’activisme, tandis que McCartney exhorte un ami à surmonter sa peur et à s’impliquer dans l’amour ». Hey Jude reçoit par ailleurs un très bon accueil de la part des critiques. Elle est nommée lors des Grammy Awards de 1969 pour les prix « Disque de l'année », « Chanson de l'année », et « Meilleure performance pop par un duo ou un groupe contemporain », mais n'en remporte aucun. En 1968, Hey Jude est élue meilleur single de l'année par les lecteurs du magazine NME. La même année, le single remporte le Ivor Novello Award de « la face A aux meilleures ventes ».
En 1995, Hey Jude est sélectionnée par le Rock and Roll Hall of Fame comme l'une de « 500 chansons qui ont façonné le rock 'n' roll ». En 2001, elle est introduite au National Academy of Recording Arts and Sciences Grammy Hall of Fame. Hey Jude occupe aussi les places d'honneur de bon nombre de classements. Plus récemment, en 2004, elle est classée 8e meilleure chanson de tous les temps par le magazine Rolling Stone. Sur la liste des 100 plus grands singles de Channel 4, Hey Jude occupe la 3e place. Chez Mojo, elle est la 13e des 101 plus grandes chansons des Beatles, classement établi par des musiciens et journalistes. Hey Jude est 11e meilleur single de jukebox selon la Amusement & Music Operators Association (Hey Jude occupait la 18e place de la première version de ce classement, établie 1989). Enfin, la chanson a été clasée 20e meilleure chanson britannique de tous les temps par XFM en 2010.
Le musicologue Alan W. Pollack, qui a analysé avec précision beaucoup de chansons des Beatles dans sa série Notes On..., déclare d’entrée que « Hey Jude est tellement monumental que j’en suis presque dissuadé d’y toucher, en raison de la pression que je ressens pour dire quelque chose de profond ». Il ajoute toutefois : « J’essaye néanmoins, même si je me trompe sur toute la ligne, car c’est une si belle illustration de deux leçons de composition : comment remplir un large canevas avec des moyens simples, comment utiliser des éléments aussi divers que l’harmonie, la ligne de basse, l’orchestration, pour articuler la forme et le contraste... ». Car Hey Jude « est d’un format binaire qui combine un hymne entièrement développé avec une « jam » en forme de mantra sur une progression d’accords toute simple ». La coda et le fade out sont selon lui « d’un étonnant effet transcendantal ». À ce propos, le critique Richie Unterberger (en) note pour AllMusic que « ce qui aurait très facilement pu être ennuyeux devient au contraire hypnotique. Parce que Paul McCartney varie ses vocaux avec quelque chose comme les plus grandes improvisations jamais entendues dans le rock, s’étendant de chants incantatoires à de puissants cris à la James Brown en passant par ces lignes pleines d’âme. De surcroît, il y a cette addition graduelle des instruments orchestraux, créant cette grandeur symphonique qui donne toute sa majesté au finale de la chanson. »
Le 10 avril 2020, cinquante ans jour pour jour après l'annonce de la séparation du groupe, le manuscrit original des paroles, écrit de la main de Paul McCartney, a été adjugé chez Christie's pour la somme de 910 000 $US.

## Reprises
Hey Jude a été reprise par un grand nombre d'artistes, parmi lesquels Petula Clark, Ella Fitzgerald, Elvis Presley, The Bar-Kays, The Temptations, Grateful Dead, et les membres du Glee Club dans la série télévisée Glee (épisode 2 Let It Be de la saison 5). Le site Secondhandsongs.com en dénombre en tout une soixantaine.
Une reprise notable est celle de Wilson Pickett. En 1968, soit l'année de la sortie de la chanson originale, il en enregistre sa propre version avec le guitariste Duane Allman, et celle-ci atteint la 23e place des charts américains et la 16e au Royaume-Uni. Pickett a d'ailleurs intitulé son album associé Hey Jude (en).
Il existe également des reprises de la chanson dans d'autres styles de musique. Hey Jude est chantée dans une version soul par Smokey Robinson et The Miracles sur l'album Four in Blue (en) sorti en 1969. L'album parodique The Third Reich 'n' Roll du groupe The Residents (1976) s'achève sur une reprise instrumentale de Hey Jude, couplée avec le solo de guitare et les « hou ! hou ! » de Sympathy for the Devil des Rolling Stones. Des versions salsa (par Tony Vega) et reggae (par John Holt et Toots & the Maytals) sont respectivement disponibles sur Tropical Tribute to the Beatles et Reggae Tribute to the Beatles. Les 12 Cellists of The Berlin Philharmonic en ont fait une reprise classique sur leur album The Beatles in Classics (1983). En 1993, Peter Breiner la sélectionne pour son album Beatles Go Baroque et l'arrange (« à la manière de Jean-Sébastien Bach ») en polonaise de son troisième concerto. Il en va de même pour l'Orchestre symphonique de Londres accompagné de Manuel Barrueco sur l'album Plays Lennon & McCartney (1995). Nana Mouskouri l'a reprise en 2018 sur l'album Forever Young.
Hey Jude est aussi une chanson reprise en concert. En 1969, elle est par exemple chantée par Richie Havens, lors de l'ouverture du Festival de Woodstock. En 1997, elle est jouée lors du concert en faveur des victimes de l'éruption du volcan de Montserrat, au Royal Albert Hall, entre autres par Paul McCartney, Elton John, Sting, Phil Collins, Mark Knopfler et Eric Clapton. En 2005, elle est reprise en chœur par certains artistes qui ont participé au concert du Live 8 à Londres, dont Paul McCartney, Pink Floyd, Bob Geldof, Annie Lenox, Mariah Carey, et George Michael. On peut noter également une reprise des chœurs de l'Armée rouge durant leur tournée 2012, ainsi qu'une interprétation par Paul McCartney lui-même pour clore la cérémonie d'ouverture des Jeux Olympiques de Londres le 27 juillet 2012. Quelques jours plus tard, au Vélodrome Olympique, Sir Paul est présent dans les gradins et reprend en chœur avec l'ensemble du public le fameux « na na na nananana » de sa chanson.

## Culture populaire
Depuis septembre 2012, les supporters du club anglais Arsenal entonnent à tue-tête la coda de Hey Jude (« Na na na na na Hey Jude »), transformée en « Na na na na na Giroud », en l'honneur d'Olivier Giroud, quand il entre sur le terrain ou qu'il en sort ou après qu'il a marqué un but, ainsi que les supporters du club de Newcastle United, qui fredonnent la même coda avant les matchs de l'équipe, cette fois-ci transformée en  « Na na na na na Goerdies », en référence au surnom donné aux habitants du comté du Tyne and Wear.
Dans le film Yesterday de Danny Boyle, la chanson est enregistrée avec le titre « Hey Dude » mais apparaît sur l'album du film avec les paroles originales. La version de la chanson par les Beatles est entendue en entier lors du générique final.
Julian Lennon fait référence à cette chanson dans le titre de son album de 2022, Jude (en).
Le chanteur danois Alex Vargas (en), tenant le rôle d'un musicien de rue, interprète la chanson dans l'épisode 8 de la saison 3 de la série Ted Lasso.

### En français
- The Beatles, The Beatles Anthology, Seuil, 2000, 367 p. (ISBN 2-02-041880-0)
- Barry Miles, Paul McCartney Many Years From Now : les Beatles, les sixties et moi, Flammarion, 2004, 699 p. (ISBN 2-0806-8725-5)
- Steve Turner, L’Intégrale Beatles: les secrets de toutes leurs chansons, Hors Collection, 1999, 267 p. (ISBN 2-258-06585-2)

### En anglais
- (en) Craig Cross, The Beatles, Day-by-Day, Song-by-Song, iUniverse, 2005, 634 p. (ISBN 0-5953-4663-4)
- (en) Geoff Emerick, Here There and Everywhere, My Life Recording the Music of The Beatles, Gotham, 2006, 400 p. (ISBN 1-5924-0179-1)
- (en) Mark Lewisohn, The Complete Beatles Recording Sessions : The Official Story of the Abbey Road Years, Hamlyn, 1988, 206 p. (ISBN 0-600-55784-7)
- (en) David Sheff, All We Are Saying : The Last Major Interview with John Lennon and Yoko Ono, New York, St. Martin's Press, 2000, 192 p. (ISBN 0-312-25464-4)